# Dan Focht
Daniel Axton „Dan“ Focht (* 31. Dezember 1977 in Regina, Saskatchewan) ist ein ehemaliger kanadischer Eishockeyspieler, der im Verlauf seiner aktiven Karriere zwischen 1995 und 2006 unter anderem 389 Spiele in der American Hockey League (AHL) auf der Position des Verteidigers bestritten hat. Zudem absolvierte Focht weitere 83 Partien für die Phoenix Coyotes und Pittsburgh Penguins in der National Hockey League (NHL).

## Karriere
Focht verbrachte seine Juniorenzeit zwischen 1995 und 1997 in der kanadischen Juniorenliga Western Hockey League (WHL). Dort spielte der Verteidiger zunächst eineinhalb Jahre für das US-amerikanische Franchise der Tri-City Americans, ehe er im Verlauf der Spielzeit 1996/97 – im Januar 1997 – zum Ligakonkurrenten Regina Pats und damit in seine Geburtsstadt Regina transferiert wurde. Nach seinem ersten WHL-Jahr war Focht im NHL Entry Draft 1996 in der ersten Runde an elfter Stelle von den Phoenix Coyotes aus der National Hockey League (NHL) ausgewählt worden.
Nachdem der Kanadier bereits zum Ende der Saison 1996/97 für Phoenix’ Farmteam, die Springfield Falcons, in der American Hockey League (AHL) im Profibereich debütiert hatte, stand er mit Beginn des Spieljahres 1997/98 fest im Kader der Falcons, nachdem er zuvor im Juli 1997 einen Dreijahresvertrag bei den Phoenix Coyotes unterzeichnet hatte. Er absolvierte bei den Falcons zwei Spielzeiten, ehe er zum Beginn der Millenniumssaison 1999/2000 beim finnischen Traditionsverein Jokerit Helsinki in der SM-liiga verweilte. Zum Start der Saison in Nordamerika wurde er jedoch wieder nach Springfield beordert, wo er in den folgenden vier Jahren hauptsächlich zum Einsatz kam. Erst in der Saison 2001/02 debütierte Focht für die Coyotes in der NHL, für die er bis zum März 2003 insgesamt 19 Partien bestritt. Durch ein Transfergeschäft, bei dem er gemeinsam mit Ramzi Abid und Guillaume Lefebvre für Jan Hrdina und François Leroux eingetauscht wurde, beendete der Abwehrspieler die Saison in der Organisation der Pittsburgh Penguins. In Diensten der Penguins gelang Focht in der Spielzeit 2003/04 der Sprung zum NHL-Stammspieler.
Da die NHL-Saison 2004/05 einem Lockout komplett zum Opfer fiel, lief Focht in diesem Spieljahr notgedrungen wieder in er AHL auf, wo er Ende Oktober 2004 als Free Agent einen Einjahresvertrag bei den Hamilton Bulldogs unterzeichnet hatte. Für die Bulldogs lief er insgesamt 26-mal auf und wechselte im folgenden August 2005 – abermals als Free Agent – zu den Florida Panthers und damit zurück in die NHL. Die Panthers setzten Focht jedoch über die gesamte Saison bei ihrem AHL-Kooperationspartner Rochester Americans ein, woraufhin der 28-Jährige seine aktive Karriere im Anschluss an die Spielzeit 2005/06 beendete.

## Karrierestatistik
(Legende zur Spielerstatistik: Sp oder GP = absolvierte Spiele; T oder G = erzielte Tore; V oder A = erzielte Assists; Pkt oder Pts = erzielte Scorerpunkte; SM oder PIM = erhaltene Strafminuten; +/− = Plus/Minus-Bilanz; PP = erzielte Überzahltore; SH = erzielte Unterzahltore; GW = erzielte Siegtore; 1 Play-downs/Relegation; Kursiv: Statistik nicht vollständig)